# Eva Langenberg
Eva Langenberg (geboren als Eva Lühmann in Dresden) ist eine ehemalige deutsche Handballspielerin.

## Vereinskarriere
Eva Langenberg spielte zunächst Fußball, da es aber in Dresden damals keine Frauenfußballmannschaft gab, kam sie zum Handball. Ihr erster Verein war Aufbau Dresden-Mitte. Mit der Auswahl des Bezirks Dresden belegte sie bei einer Kinder- und Jugendspartakiade in Berlin den zweiten Platz. Hier wurde sie von Talentscouts des SC Leipzig entdeckt und für den Sportclub angeworben. Sie blieb bis 1986 aktiv beim SC Leipzig, von 1982 bis 1986 als Mannschaftskapitänin.
Mit dem SC Leipzig stand sie in den Finals im Europapokal der Landesmeister 1976/1977 und EHF-Europapokal der Pokalsieger 1977/1878. Sie wurde mehrfach DDR-Meister (1977/1978, 1983/1984) und gewann den FDGB-Pokal 1982/1983.
Eva Langenberg wurde auf der Position Rückraum eingesetzt.

## Nationalmannschaft
Eva Langenberg wurde im Jahr 1975 erstmals in die Frauen-Handballnationalmannschaft der DDR berufen. Ihre Teilnahme an den Olympischen Sommerspielen 1976 wurde durch eine Verletzung verhindert. Bei der Weltmeisterschaft 1978 holte sie mit dem Team den Weltmeistertitel. Der Teilnahme an den Olympischen Sommerspielen 1980 stand erneut eine Verletzung entgegen.

## Privates
Eva Langenberg legte das Abitur an der Kinder- und Jugendsportschule in Leipzig ab und studierte Psychologie. Sie hat zwei Kinder. Im Jahr 1992 leitete sie an einer Grundschule eine Handball-Arbeitsgemeinschaft. Sie gehörte zu den Gründern des HSV Mölkau.